# 루카 조르제비치
루카 조르제비치(몬테네그로어:Luka Đorđević, 1994년 7월 9일 ~ )는 바일레 BK에서 공격수로 뛰는 몬테네그로의 축구 선수이다. 2012년 만 18세의 나이에 몬테네그로 국가대표팀의 경기에 첫 출전했다.

## 선수 경력

### 제니트
2012년 8월 14일, 조르제비치는 스파르타크 모스크바를 상대로, 4-0으로 이기던중, 공격수인 막심 카눈니코프와 후반 38분에 교체 출장하여, 첫 경기를 갖게 되었고, 그 경기는 5-0으로 이겼다.

### 트벤테
조르제비치는 2013년 8월에 1시즌을 트벤테에서 임대 생활을 했으며 2014년 1월 14일에 독일의 VfL 오스나브뤼크와의 친선경기에서 첫 득점을 하게 된다.

## 국제대회 경력
조르제비치는 2012년 8월 27일에 몬테네그로 축구 국가대표팀의 명단에 오르게 되었고, 2012년 9월 7일과 9월 11일에 열린 폴란드와 산마리노와의 경기에서 명단에 올랐고, 산마리노와의 경기에서 선발 출전하여, 전반 24분에 첫 득점을 하게 된다.

### 국제대회 득점
| 골 | 날짜            | 장소                                  | 상대     | 점수 | 결과 | 대회                    |
| -- | --------------- | ------------------------------------- | -------- | ---- | ---- | ----------------------- |
| 1. | 2012년 9월 11일 | 산마리노, 세라발레, 산마리노 스타디움 | 산마리노 | 0–1  | 0–6  | 2014년 FIFA 월드컵 예선 |